# أنا والفضائي
أنا والفضائي (بالإسبانية: El Alien y yo) فيلم موسيقى، كوميديا، ودراما مكسيكي. من إخراج هيسوس ماغانيا فاسكيز. عرض لأول مرة في 22 سبتمبر، 2016، في مهرجان رايندانس للأفلام في المملكة المتحدة، ثم عرض في صالات السينما في المكسيك في 30 سبتمبر، 2016.
تتمحور قصة الفيلم حول مجموعة من الشباب وفرقتهم الموسيقية وهم يحاولون إصدار ألبوم غنائي، محاولين تطوير فرقتهم يقررون إضافة عازف بيانو للفرقة فيختارون بيبي «الفضائي» شاب مصاب بمتلازمة داون ذو موهبة موسيقية.

## الممثلين والشخصيات
- إنيس دي تريفيا بدور ريتا؛ عازفة الإيتار في الفرقة، تصبح على علاقة بـ«الفضائي»[8]
- خوان بابلو كامبا بدور لاورو؛ قائد ومؤسس الفرقة[8]
- باكو دي لافوينتي بدور بيبي «الفضائي»؛ شاب مصاب بمتلازمة داون، عازف بيانو ملحن وكاتب أغاني ينضم إلى الفرقة، يصبح على علاقة بريتا[8]
- خوان أوغارتي بدور آغوس؛ عازف الإيقاع وصديق لاورو منذ الطفولة[8]

## وصلات خارجية
- أنا والفضائي على موقع IMDb (الإنجليزية)
- أنا والفضائي على موقع روتن توميتوز (الإنجليزية)
- أنا والفضائي على موقع نتفليكس (الإنجليزية)
- أنا والفضائي على موقع فيلمافينيتي (الإسبانية)
- أنا والفضائي على موقع قاعدة بيانات الفيلم (الإنجليزية)
- أنا والفضائي على موقع ليتربوكسد (الإنجليزية)
- أنا والفضائي على موقع كينوبويسك (الروسية)
- أنا والفضائي على موقع الطماطم الفاسدة
- أنا والفضائي على موقع مهرجان رايندانس للأفلام